# Championnats d'Europe de taekwondo 1988
Navigation
Édition précédente Édition suivante
Les championnats d'Europe de taekwondo 1988 ont été organisés du 26 au 29 mai 1988 à Ankara, en Turquie. Il s'agissait de la septième édition des championnats d'Europe de taekwondo.